# 納西姆·布亞拉巴
納西姆·布亞拉巴（Nassim Boujellab，1999年06月20日—）是摩洛哥的一位足球運動員。在場上司職中場。現時被德甲球隊沙尔克04外借至赫尔辛基。